# Tougouya-Koko
Ne doit pas être confondu avec Tougouya.
Tougouya-Koko est une commune rurale située dans le département de Bassi de la province du Zondoma dans la région Nord au Burkina Faso.

## Géographie
Tougouya-Koko est situé à environ 6 km à l'est de Bassi, le chef-lieu du département, et à environ 25 km à au nord-est de Gourcy et de la route nationale 2 allant vers le nord-ouest du pays.

## Économie
La commune est l'un des dix-sept sites d'action de l'ONG belge SOS Faim qui y a construit en 2004 un grenier de sécurité alimentaire (GSA) dont la gestion est tenue par des femmes. Par ailleurs, elle a été équipée, en 2016 par l'ONG Fondation Énergies pour le Monde, d'une petite centrale photovoltaïque produisant 19 kWc pour environ 270 clients.

## Santé et éducation
Tougouya-Koko accueille un centre de santé et de promotion sociale (CSPS) tandis que le centre médical se trouve à Gourcy.